# Boy Pablo
Boy Pablo est un groupe norvégien de dream pop, originaire de Bergen.

## Histoire
Nicolas Pablo Muñoz, dont les parents sont d'origine chilienne, a grandi à Bergen. Il a fréquenté l'école secondaire Kongshaug Musikkgymnas, une école de musique privée située près d'Os. Il forme le projet Boy Pablo en décembre 2015 et se fait remarquer pour la première fois en Norvège en 2016. En conséquence, il obtient une bourse du festival norvégien de blues et d'americana Bergenfest,,. Le groupe atteint la consécration en 2017 avec le clip de Everytime. Celui-ci n'a que quelques milliers de vues après sa publication sur YouTube en mai 2017. Par la suite, la vidéo se popularise de manière virale et atteint jusqu'à présent plus de 47 millions de vues.
En mai 2017, Boy Pablo sort l'EP Roy Pablo, qui contient entre autres Everytime. En mars 2018, le single Losing You sort,, suivi des premiers concerts en dehors de la Norvège et d'une tournée en Europe. Bien que Muñoz enregistre et produise toute sa musique principalement seul, il joue dans son groupe live avec d'anciens camarades de classe. 
Le groupe effectue une tournée aux États-Unis et au Canada en juillet 2018. La même année, ils reçoivent le Spellemannprisen dans la catégorie Révélation de l'année. En novembre 2018, Boy Pablo effectue une tournée en Asie du Sud-Est. En 2019, le groupe se produit au festival Coachella.

## Discographie

### Albums studio
- 2020 : Wachito Rico

### EP
- 2017 : Roy Pablo
- 2018 : Soy Pablo

### Singles
- 2016 : Flowers
- 2016 : Beach House (Interlude)
- 2017 : Everytime (US :  Or)[9]
- 2017 : Dance, Baby! (US :  Or)
- 2018 : Losing You
- 2018 : Sick Feeling
- 2019 : Never Cared
- 2020 : Hey Girl
- 2020 : Honey